# Puchar Polski w piłce siatkowej kobiet (2006/2007)
Puchar Polski w piłce siatkowej kobiet 2006/2007 – 50. sezon rozgrywek o siatkarski Puchar Polski odbywający się od 1932 roku. 

## System rozgrywek
Rozgrywki składały się z 3 rund wstępnych, w których wystąpiły zespoły z II i III lig. Zwycięzcy grali w 1. rundzie z zespołami z I ligi, aż do wyłonienia 2 zespołów, które dołączyły w następnej rundzie do drużyn z PLS w fazie grupowej. Gospodarzem jest drużyna, która zajęła niższą pozycję w klasyfikacji końcowej lub z niższej ligi. Zwycięzcy awansowali z fazy grupowej, w której były 3 grupy po 4 zespoły walczyły w turnieju finałowym od ćwierćfinałów.

## Rozgrywki

### runda wstępna
| Data       | Drużyna 1                  | Wynik | Drużyna 2               | Sety                              |
| ---------- | -------------------------- | ----- | ----------------------- | --------------------------------- |
| 16.09.2006 | UKS Dwójka Stęszew         | 3:0   | MKS Polonia Świdnica    | 25:21, 25:21, 25:22               |
| 16.09.2006 | MCKiS Jaworzno             | 0:3   | Remagum MOSiR Mysłowice | 23:25, 16:25, 23:25               |
| 16.09.2006 | Uniwersytet Piast Szczecin | 2:3   | Gedania II Gdańsk       | 25:21, 25:22, 19:25, 11:25, 11:15 |
| 16.09.2006 | BKS Szóstka Biłgoraj       | 3:2   | TKS Tomasovia Tom.Lub.  | 27:25, 25:21, 22:25, 19:25, 15:13 |

### 1. runda
| Data       | Drużyna 1               | Wynik | Drużyna 2               | Sety                             |
| ---------- | ----------------------- | ----- | ----------------------- | -------------------------------- |
| 24.09.2006 | UKS Dwójka Stęszew      | 0:3   | SCS Sokół Chorzów       | 18:25, 15:25, 10:25              |
| 24.09.2006 | Remagum MOSiR Mysłowice | 2:3   | MMKS Dąbrowa Górnicza   | 25:15, 23:25, 25:18, 21:25, 5:15 |
| 24.09.2006 | PSPS Chemik Police      | 1:3   | KPS Skra Bełchatów      | 20:25, 27:25, 22:25, 18:25       |
| 24.09.2006 | Wybrzeże TPS Rumia      | 3:1   | Start Łódź              | 21:25, 25:15, 25:7, 25:21        |
| 24.09.2006 | UMKS Łańcut             | 0:3   | AZS KSZO Ostrowiec Św.  | 14:25, 22:25, 15:25              |
| 24.09.2006 | BT Polska Legionovia    | 2:3   | SPS Politechnika Cze-wa | 23:25, 25:22, 22:25, 25:18, 8:15 |
| 24.09.2006 | Gedania II Gdańsk       | 1:3   | KS Piast Szczecin       | 15:25, 25:23, 12:25, 16:25       |
| 24.09.2006 | BKS Szóstka Biłgoraj    | 1:3   | TS Wisła Enion Kraków   | 22:25, 10:25, 26:24, 17:25       |

### 2. runda
| Data       | Drużyna 1              | Wynik | Drużyna 2               | Sety                              |
| ---------- | ---------------------- | ----- | ----------------------- | --------------------------------- |
| 27.09.2006 | SCS Sokół Chorzów      | 3:2   | MMKS Dąbrowa Górnicza   | 25:17, 22:25, 26:24, 20:25, 15:5  |
| 27.09.2006 | Wybrzeże TPS Rumia     | 2:3   | KPS Skra Bełchatów      | 18:25, 25:17, 15:25, 26:24, 15:17 |
| 27.09.2006 | AZS KSZO Ostrowiec Św. | 3:0   | SPS Politechnika Cze-wa | 25:18, 25:23, 25:19               |
| 27.09.2006 | TS Wisła Enion Kraków  | 3:0   | KS Piast Szczecin       | 25:19, 25:17, 25:15               |

### 3. runda
| Data       | Drużyna 1              | Wynik | Drużyna 2              | Sety                              |
| ---------- | ---------------------- | ----- | ---------------------- | --------------------------------- |
| 04.10.2006 | SCS Sokół Chorzów      | 1:3   | KPS Skra Bełchatów     | 14:25, 15:25, 25:17, 16:25        |
| 07.10.2006 | KPS Skra Bełchatów     | 3:0   | SCS Sokół Chorzów      | 25:15, 25:11, 25:21               |
|            |                        |       |                        |                                   |
| 04.10.2006 | TS Wisła Enion Kraków  | 3:2   | AZS KSZO Ostrowiec Św. | 25:23, 25:18, 21:25, 29:31, 15:10 |
| 07.10.2006 | AZS KSZO Ostrowiec Św. | 0:3   | TS Wisła Enion Kraków  | 13:25, 19:25, 16:25               |

### Faza grupowa

#### Grupa I
Wyniki
| Data       | Drużyna 1             | Wynik | Drużyna 2             | Sety                              |
| ---------- | --------------------- | ----- | --------------------- | --------------------------------- |
| 27.10.2006 | Nafta Piła            | 3:1   | AZS Białystok         | 25:11, 25:17, 21:25, 25:23        |
| 27.10.2006 | Centrostal Bydgoszcz  | 3:0   | Energa Gedania Gdańsk | 25:23, 25:20, 25:20               |
| 28.10.2006 | AZS Białystok         | 3:2   | Energa Gedania Gdańsk | 25:22, 15:25, 25:19, 28:30, 15:13 |
| 28.10.2006 | Nafta Piła            | 1:3   | Centrostal Bydgoszcz  | 18:25, 25:22, 19:25, 19:25        |
| 29.10.2006 | Centrostal Bydgoszcz  | 3:1   | AZS Białystok         | 25:21, 27:25, 22:25, 25:21        |
| 29.10.2006 | Energa Gedania Gdańsk | 3:2   | Nafta Piła            | 19:25, 25:21, 13:25, 25:21, 15:13 |
|            |                       |       |                       |                                   |
| 03.11.2006 | Nafta Piła            | 3:1   | AZS Białystok         | 25:18, 26:24, 21:25, 25:23        |
| 03.11.2006 | Centrostal Bydgoszcz  | 3:0   | Energa Gedania Gdańsk | 25:17, 25:20, 25:18               |
| 04.11.2006 | AZS Białystok         | 0:3   | Energa Gedania Gdańsk | 23:25, 20:25, 25:27               |
| 04.11.2006 | Nafta Piła            | 0:3   | Centrostal Bydgoszcz  | 13:25, 25:27, 13:25               |
| 05.11.2006 | Centrostal Bydgoszcz  | 3:0   | AZS Białystok         | 25:16, 25:19, 25:17               |
| 05.11.2006 | Energa Gedania Gdańsk | 3:1   | Nafta Piła            | 25:19, 25:19, 20:25, 25:18        |
|            |                       |       |                       |                                   |
| 10.11.2006 | Nafta Piła            | 1:3   | AZS Białystok         | 25:14, 12:25, 16:25, 13:25        |
| 10.11.2006 | Centrostal Bydgoszcz  | 3:0   | Energa Gedania Gdańsk | 25:12, 25:19, 25:20               |
| 11.11.2006 | AZS Białystok         | 0:3   | Energa Gedania Gdańsk | 23:25, 21:25, 18:25               |
| 11.11.2006 | Nafta Piła            | 1:3   | Centrostal Bydgoszcz  | 14:25, 23:25, 25:23, 21:25        |
| 12.11.2006 | Centrostal Bydgoszcz  | 3:0   | AZS Białystok         | 25:16, 25:16, 25:19               |
| 12.11.2006 | Energa Gedania Gdańsk | 3:0   | Nafta Piła            | 25:22, 25:15, 25:23               |
|            |                       |       |                       |                                   |
| 17.11.2006 | Nafta Piła            | 3:0   | AZS Białystok         | 25:11, 25:11, 25:11               |
| 17.11.2006 | Centrostal Bydgoszcz  | 3:0   | Energa Gedania Gdańsk | 25:9, 25:19, 25:19                |
| 18.11.2006 | AZS Białystok         | 3:0   | Energa Gedania Gdańsk | 25:22, 25:17, 25:23               |
| 18.11.2006 | Nafta Piła            | 3:2   | Centrostal Bydgoszcz  | 21:25, 20:25, 25:22, 25:17, 15:12 |
| 19.11.2006 | Centrostal Bydgoszcz  | 3:0   | AZS Białystok         | 25:18, 25:22, 25:20               |
| 19.11.2006 | Energa Gedania Gdańsk | 2:3   | Nafta Piła            | 25:21, 17:25, 27:25, 22:25, 11:15 |

Tabela
| Lp. | Drużyna                         | Pkt | Mecze | Mecze | Mecze | Sety | Sety | Sety  |
| Lp. | Drużyna                         | Pkt | M     | W     | P     | wyg. | prz. | ratio |
| --- | ------------------------------- | --- | ----- | ----- | ----- | ---- | ---- | ----- |
| 1   | Centrostal Focus Park Bydgoszcz | 23  | 12    | 11    | 1     | 35   | 6    | 5.833 |
| 2   | Energa Gedania Gdańsk           | 17  | 12    | 5     | 7     | 19   | 24   | 0.792 |
| 3   | PTPS Nafta Gaz Piła             | 17  | 12    | 5     | 7     | 21   | 27   | 0.778 |
| 4   | AZS Pronar Zeto Białystok       | 15  | 12    | 3     | 9     | 12   | 30   | 0.400 |

#### Grupa II
Wyniki
| Data       | Drużyna 1             | Wynik | Drużyna 2             | Sety                       |
| ---------- | --------------------- | ----- | --------------------- | -------------------------- |
| 27.10.2006 | Muszynianka Muszyna   | 3:0   | Stal Mielec           | 25:18, 25:20, 25:22        |
| 28.10.2006 | Muszynianka Muszyna   | 1:3   | Aluprof Bielsko Biała | 25:20, 28:30, 25:27, 22:25 |
| 29.10.2006 | Aluprof Bielsko Biała | 3:0   | Stal Mielec           | 25:22, 25:12, 25:19        |
|            |                       |       |                       |                            |
| 10.11.2006 | Aluprof Bielsko Biała | 3:1   | Stal Mielec           | 25:18, 25:17, 22:25, 25:18 |
| 11.11.2006 | Muszynianka Muszyna   | 1:3   | Aluprof Bielsko Biała | 25:22, 20:25, 17:25, 20:25 |
| 12.11.2006 | Stal Mielec           | 0:3   | Muszynianka Muszyna   | 24:26, 22:25, 24:26        |
|            |                       |       |                       |                            |
| 17.11.2006 | Muszynianka Muszyna   | 3:1   | Stal Mielec           | 25:20, 21:25, 25:22, 25:19 |
| 18.11.2006 | Muszynianka Muszyna   | 3:0   | Aluprof Bielsko Biała | 25:19, 25:17, 25:23        |
| 19.11.2006 | Aluprof Bielsko Biała | 3:0   | Stal Mielec           | 25:16, 25:13, 25:18        |

Tabela
| Lp. | Drużyna                   | Pkt | Mecze | Mecze | Mecze | Sety | Sety | Sety  |
| Lp. | Drużyna                   | Pkt | M     | W     | P     | wyg. | prz. | ratio |
| --- | ------------------------- | --- | ----- | ----- | ----- | ---- | ---- | ----- |
| 1   | BKS Aluprof Bielsko Biała | 11  | 6     | 5     | 1     | 15   | 6    | 2.500 |
| 2   | Muszynianka Fakro Muszyna | 10  | 6     | 4     | 2     | 14   | 7    | 2.000 |
| 3   | KPSK Stal Mielec          | 6   | 6     | 0     | 6     | 2    | 18   | 0.111 |

#### Grupa III
Wyniki
| Data       | Drużyna 1              | Wynik | Drużyna 2              | Sety                              |
| ---------- | ---------------------- | ----- | ---------------------- | --------------------------------- |
| 27.10.2006 | Winiary Kalisz         | 3:1   | AZS AWF Poznań         | 27:29, 25:21, 25:22, 25:18        |
| 28.10.2006 | AZS AWF Poznań         | 2:3   | Dialog Gwardia Wrocław | 22:25, 23:25, 27:25, 25:21, 12:15 |
| 29.10.2006 | Dialog Gwardia Wrocław | 1:3   | Winiary Kalisz         | 18:25, 25:22, 18:25, 21:25        |
|            |                        |       |                        |                                   |
| 10.11.2006 | Winiary Kalisz         | 3:1   | AZS AWF Poznań         | 25:23, 25:23, 21:25, 25:13        |
| 11.11.2006 | AZS AWF Poznań         | 3:0   | Dialog Gwardia Wrocław | 27:25, 25:21, 25:22               |
| 12.11.2006 | Dialog Gwardia Wrocław | 0:3   | Winiary Kalisz         | 10:25, 16:25, 20:25               |
|            |                        |       |                        |                                   |
| 17.11.2006 | Winiary Kalisz         | 3:1   | AZS AWF Poznań         | 20:25, 25:20, 25:19, 25:15        |
| 18.11.2006 | AZS AWF Poznań         | 1:3   | Dialog Gwardia Wrocław | 21:25, 26:24, 19:25, 14:25        |
| 19.11.2006 | Dialog Gwardia Wrocław | 0:3   | Winiary Kalisz         | 20:25, 19:25, 23:25               |

Tabela
| Lp. | Drużyna                            | Pkt | Mecze | Mecze | Mecze | Sety | Sety | Sety  |
| Lp. | Drużyna                            | Pkt | M     | W     | P     | wyg. | prz. | ratio |
| --- | ---------------------------------- | --- | ----- | ----- | ----- | ---- | ---- | ----- |
| 1   | Winiary Kalisz                     | 12  | 6     | 6     | 0     | 18   | 4    | 4.500 |
| 2   | Dialog Gwardia Wrocław             | 8   | 6     | 2     | 4     | 7    | 15   | 0.467 |
| 3   | AZS AWF Swarzędz Meble S.A. Poznań | 7   | 6     | 1     | 5     | 9    | 15   | 0.600 |

### Turniej finałowy

#### Ćwierćfianły
| Data       | Drużyna 1                 | Wynik | Drużyna 2                 | Sety                              |
| ---------- | ------------------------- | ----- | ------------------------- | --------------------------------- |
| 20.04.2007 | Winiary Kalisz            | 3:0   | Dialog Gwardia Wrocław    | 25:20, 25:22, 25:11               |
| 20.04.2007 | Centrostal F.P. Bydgoszcz | 2:3   | Muszynianka Fakro Muszyna | 25:13, 22:25, 25:23, 19:25, 17:19 |
| 20.04.2007 | PTPS Farmutil Piła        | 3:1   | IDMSA AWF Poznań          | 26:24, 20:25, 25:12, 25:19        |
| 20.04.2007 | BKS Aluprof Bielsko-Biała | 3:2   | Energa Gedania Gdańsk     | 25:16, 25:16, 23:25, 22:25, 15:11 |

#### Półfinał
| Data       | Drużyna 1          | Wynik | Drużyna 2                 | Sety                |
| ---------- | ------------------ | ----- | ------------------------- | ------------------- |
| 21.04.2007 | Winiary Kalisz     | 3:0   | Muszynianka Fakro Muszyna | 25:20, 25:10, 25:21 |
| 21.04.2007 | PTPS Farmutil Piła | 0:3   | BKS Aluprof Bielsko-Biała | 23:25, 14:25, 22:25 |

#### Finał
| Data       | Drużyna 1      | Wynik | Drużyna 2                 | Sety                             |
| ---------- | -------------- | ----- | ------------------------- | -------------------------------- |
| 22.04.2007 | Winiary Kalisz | 3:2   | BKS Aluprof Bielsko-Biała | 16:25, 21:25, 25:22, 25:22, 15:8 |